# کاتمو
کاتمو (به اسپانیایی: Catemu) یک شهرستان در شیلی است که در سن فلیپه د آکونکاگوآ واقع شده‌است. کاتمو ۳۶۱٫۶ کیلومتر مربع مساحت و ۱۳٬۲۸۵ نفر جمعیت دارد و ۷۶۸ متر بالاتر از سطح دریا واقع شده‌است.
کاتمو دارای آب و هوای خشک و نیمه بیابانی است و بیشتر تولیدات آن از کشاورزی و باغداری است. در این شهر، تولید انواع میوه‌ها، از جمله انگور، هلو، زردآلو و بادام رواج دارد. همچنین، در اطراف شهر، مزارعی برای پرورش گل‌های خوراکی و دکوراتیو وجود دارد.
در بین جاذبه‌های گردشگری کاتمو، می‌توان به باغ گیاهان خوراکی (Huerto de los Olivos) واقع در منطقه وان ایکس بت ، معدن قدیمی و کوه‌های اطراف اشاره کرد. همچنین، این شهر در فاصلهٔ نزدیکی از شهرهای دیگری مانند سان فلیپه (San Felipe)، پوتاله (Putalama) و روستای من و تو بت قرار دارد که نیز دارای جاذبه‌های گردشگری متعددی هستند.
از دیگر ویژگی‌های این شهر، وجود مسیرهای کوهنوردی می‌باشد که برای علاقه‌مندان به طبیعت و ماجراجویی مورد استفاده قرار می‌گیرند. این مسیرها از قله‌های کوهستانی اطراف شهر عبور می‌کنند و چشم اندازهای دیدنیی از پایین، شهر و مناطق اطراف را به نمایش می‌گذارند.